# Monte Vettore
Le monte Vettore (du latin Victor : « vainqueur »), dont le sommet s'élevant à 2 476 m d'altitude se situe dans les Marches, est une montagne située dans l'Est de l'Italie centrale, près de la frontière des régions Ombrie et Marches, et constitue le point culminant des monts Sibyllins, dans le massif des Apennins.

## Géographie
La nature des deux versants de la montagne est complètement différente : le versant marchesan est rocheux et escarpé tandis que le versant ombrien de la cima del Redentore, sommet secondaire du monte Vettore, est arrondi et herbeux.
À une altitude de 1 941 m se trouve le lac de Pilate (cirque glaciaire).

## Culture populaire
- La montagne est citée dans l’œuvre Il Guerrin Meschino.